# Bill Szymczyk
William Frank "Bill" Szymczyk (* 13. února 1943) je americký hudební producent a zvukový inženýr známý hlavně spoluprací s rockovými a bluesovými hudebníky, nejvýznamněji s Eagles v sedmdesátých letech. Produkoval mnoho významných alb a singlů sedmdesátých let. V roce 1990 skončil s hudebním byznysem, ale na konci prvního desetiletí nového milénia začal znovu pracovat na nových projektech, včetně alba Long Road Out of Eden od Eagles z roku 2007.

## Vybraná diskografie
Všechna alba produkoval, kromě uvedených výjimek.

### B. B. King
- Live & Well (1969)
- Completely Well (1969)
- Indianola Mississippi Seeds (1970)
- Live in Cook County Jail (1971)

### Silk/Michael Stanley/Michael Stanley Band
- Smooth as Raw Silk (1969)
- Michael Stanley (1972)
- Friends and Legends (1973)
- You Break It... You Bought It (1975)
- Ladies Choice (1976)
- Stagepass (1977)

### The James Gang
- Yer' Album (1969)
- James Gang Rides Again (1970)
- Thirds (1971)
- James Gang Live in Concert (1971)

### Joe Walsh
- Barnstorm (1972)
- The Smoker You Drink, the Player You Get (1973)
- So What (1975)
- But Seriously, Folks... (1978)
- You Bought It, You Name It (1983)
- Ordinary Average Guy (as engineer) (1991)
- Songs for a Dying Planet (1992)

### TheEagles
- On the Border (1974)
- One of These Nights (1975)
- Hotel California (1976)
- The Long Run (1979)
- Eagles Live (1980)
- Long Road out of Eden (2007)

### The J. Geils Band
- The Morning After (1971)
- Bloodshot (1973)
- Ladies Invited (1973)
- Nightmares...and Other Tales from the Vinyl Jungle (1974)
- Hotline (1975)
- Blow Your Face Out (live, 1976)

### Jo Jo Gunne/Jay Ferguson
- Bite Down Hard (1973)
- Jumpin' The Gunne (1973)
- All Alone in the End Zone (1976)
- Thunder Island (1978)
- Real Life Ain't This Way (1979)

### Ostatní
- Edgar Winter Group – They Only Come Out at Night (jako technický vedoucí) (1972)
- Rick Derringer – All American Boy (1973)
- Wishbone Ash – There's the Rub (1974)
- Johnny Winter – Saints & Sinners (jako inženýr) (1974)
- Elvin Bishop – Struttin' My Stuff (1975)
- Rick Derringer – Spring Fever (1975)
- REO Speedwagon – This Time We Mean It (jako výkonný producent) (1975)
- Elvin Bishop – Hometown Boy Makes Good! (1976)
- The Outlaws – Hurry Sundown (1977)
- The Outlaws – Bring It Back Alive (live, 1978)
- Bob Seger & The Silver Bullet Band – Against the Wind (1980)
- The Who – Face Dances (1981)
- Santana – Shango (1982)
- Dishwalla – Dishwalla (2005)
- Brian Vander Ark – Brian Vander Ark (2008)
- Brian Vander Ark – Magazine (2011)